# علي سدران
علي سدران هو باحث ومؤرخ في علم الأنساب، مؤلف سعودي، صدر له مؤلفات مطبوعة بعنوان (التبيان في تاريخ وأنساب زهران) و(من أعلام غامد) و(بطون قبيلة زهران) و(البيان في لسان زهران) و(القصائد الحسان) و(ديوان ابن عَقَّار) . بالإضافة إلى مؤلفات أخرى منها ما صدر وأخرى تحت الطباعة، ومؤلفات مقالية لم تظهر بعد.

## حياته
وُلد المؤرخ الاسم : على بن محمد بن معيض بن سدران الزهراني بقرية الأطاولة بمنطقة الباحة عام 1365هـ وتدرج في السلم التعليمي ثم عين مدرساً ومديراً بعد أن حصل على درجة البكالوريوس وهو على رأس العمل .. إلى أن أحيل إلى التقاعد المبكر عام 1419هـ .. بطلب منه رغبة في التفرغ للبحث والتأليف. اللافت في مسيرة هذا المؤرخ المختلف أنه زهد كثيراً في الأضواء العابرة في حين كرس وعيه وهمه وقلمه للبحث المنضبط بالشرط العلمي المرجعي الموثق وهذا ما أكسبه حضوراً مميزاً ومكانة عالية لدى المؤرخين.

## المؤلفات
- (قضاة من زهران).
- (شيوخ أئمة الحديث من زهران). ممن أخذ عنهم البخاري ومسلم، وأصحاب السنن والمسانيد.
- (رسالة في أفعال الصلاة). وهي شرح لبضع وريقات مخطوطة من كتاب لعالم تركي.
- (رسالة في فضائل القرآن). مخطوطة لفقيه زهراني.
- (جوائز الملوك والأمراء لجمهرة الشعراء).
- (دفاع عن الصحيحين) ويتضمن ردا على رجل شيعي ضعف أحاديث العالِمين الجليلين: البخاري ومسلم رحمهما الله، وقد نهجت فيه نهج كتاب (منتهى الطلب في الرد على من اتهم أبا هريرة بالكذب). وهو حاليا لدى إدارة المطبوعات بالرياض، أرجو أن يجاز قريبا.
- (بطون قبيلة زهران / قسم تهامة) لم تكتمل فصوله حتى الآن.
- كتاب وثائقي في (مجلدين) عن جائزة سمو الأمير محمد بن فهد بن عبد العزيز آل سعود للتفوق العلمي. مرفوع لسموه عام: 1421 هجرية.
- (ديوان ابن عَقَّار) للشاعر الشعبي صالح بن عقار الزهراني.
- (ديوان أبي رزق) للشاعر الشعبي عبد الرزاق بن محمد حقلان الزهراني.
- (ديوان شعر) من نظمي، وهو مجموعة قصائد فصيحة ألقيت معظمها في قاعة النادي الأدبي بالمنطقة الشرقية، وبعضها نشر في الصحف والمجلات المحلية.
- قصة لفقيه زهراني (وهي مخطوطة) بعنوان: (حسناء بني إسرائيل) إذا نُشرت فسوف يكون لها صدى كبير في مجال القصة، وربما تأخذ دورها الطليعي في ريادة القصة في العهد السعودي الزاهر.
- بالإضافة إلى مجموعة ردود تاريخية على بعض الكتاب المعاصرين.

## الحضور
- استدلال أكاديمي من مؤلفاته، استخدمها «عبد الهادي بن مجنّي» , القول المكتوب في تاريخ الجنوب
- تكريم الأديب والمؤرخ علي بن محمد بن معيض بن سدران الزهراني بحفل تواصل زهران لعام 1436هـ .